# Бальный зал (Белый дом)
Бальный зал Белого дома — планируемое расширение восточного крыла Белого дома. План строительства был официально объявлен 31 июля 2025 года. Планируется, что площадь зала составит 89 тысяч м², а вместимость — около 650 человек. Первоначально проект зала был предложен президентом Дональдом Трампом. Его строительство будет финансироваться из частных источников, включая спонсоров Трампа и республиканцев, а его стоимость оценивается в 200 млн долларов. Ожидается, что строительство начнётся в сентябре 2025 года и завершится задолго до окончания президентского срока Трампа в 2029 году.

## История
В настоящее время официальные мероприятия в Белом доме проводятся в Восточном зале, вмещающем 200 человек, или в шатрах, специально построенных на территории Белого дома для государственных ужинов. Трамп назвал шатры, используемые для мероприятий, «не слишком приятным зрелищем».
В 2016 году, во время президентства Барака Обамы, Трамп предлагал выделить 100 млн долларов на строительство бального зала в Белом доме, но получил отказ. Пресс-секретарь Белого дома Кэролайн Левитт охарактеризовала предлагаемый бальный зал как «крайне необходимый и изысканный» и отметила, что он будет завершён до окончания президентства Трампа в январе 2029 года.
Трамп заявил, что «никогда не было президента, который был бы хорош в бальных залах», и что он был «хорош в строительстве». Он сказал, что «ни один президент не знает, как построить бальный зал», и что он мог бы взять бальный зал своего гольф-клуба Trump Turnberry «… и поставить его прямо там, и это было бы прекрасно».

## Стоимость и строительство

Планируемое расположение Бального зала

Строительство бального зала оценивается в 200 миллионов долларов, расходы на которые покроют президент Дональд Трамп и несколько частных спонсоров, имена которых пока неизвестны. Восточное крыло Белого дома будет «модернизировано» одновременно со строительством бального зала.
BBC News описало предлагаемый интерьер как «роскошный… включая люстры и богато украшенные колонны». Площадь бального зала составит 8360 м².